# Wilhelm Daniel Joseph Koch

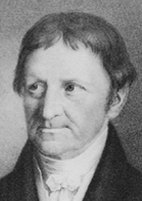
Wilhelm Daniel Joseph Koch

Wilhelm Daniel Joseph Koch (* 5. März 1771 in Kusel; † 14. November 1849 in Erlangen) war ein deutscher Botaniker und Mediziner. Sein offizielles botanisches Autorenkürzel lautet „W.D.J.Koch“.

## Leben und Wirken
Koch besuchte das Gymnasium in Zweibrücken und studierte anschließend von 1790 bis 1794 in Jena und Marburg Medizin und erhielt 1795 das Physikat zu Trarbach und 1798 das von Kaiserslautern. Während seines Studiums wurde er 1790 Mitglied im Constantistenorden, in dem er eine Zeit lang auch Consenior war. Am 4. Juli 1794 erfolgte in Gießen seine Promotion und nach bestandenem Staatsexamen wollte Koch seine Laufbahn als praktischer Arzt beginnen. Aber am 26. Juli 1794 wurde die Stadt von Französischen Revolutionstruppen geplündert und verbrannt. Auch Kochs Büchern, Handschriften etc. verbrannten. So wurde er 1795 Arzt in Trarbach an der Mosel und 1797 Oberamtsarzt in Kaiserslautern, wo er 1816 den Titel eines Kreis- und Kantonarztes erhielt und 27 Jahre blieb.
Bereits zu dieser Zeit war er jedoch auch botanisch aktiv. Zunächst gab er zwar „Entomologische Hefte“ (Frankfurt 1803, 2 Lfgn.) heraus, dann aber schrieb er mit Zitz eine Flora der Pfalz: Catalogus plantarum florae palatinae (1814), und besorgte die neue Bearbeitung von Röhlings „Deutschlands Flora“. 1824 wurde er als Professor der Medizin und Botanik nach Erlangen berufen, wo er bis zu seinem Tode auch Direktor des Botanischen Gartens Erlangen war. Sein Hauptwerk ist die „Synopsis florae germanicae et helveticae“ (Frankfurt am Main 1837; 3. Auflage Leipzig 1857), welche auch im Auszug als „Taschenbuch der deutschen und schweizer. Flora“ (8. Aufl. von Ernst Hallier, das. 1881) erschien.
Zu seinem 50-jährigen Doktorjubiläum im Jahr 1844 erhielt er den Titel eines Geheimen Hofrats und im folgenden Jahr den schwedischen Nordstern-Orden.
Der Zoologe Carl Ludwig Koch (1778–1857) und der Jurist Ludwig Christian von Koch (1778–1855) sind jüngere Brüder Kochs.

## Öffentliche Ämter
Koch amtierte von 1833 bis 1843 als Präsident des Landrathes von Mittelfranken.

## Ehrungen
Ihm zu Ehren wurden die Gattungen Kochia Roth und Neokochia (Ulbr.) G.L.Chu & S.C.Sand. aus der Pflanzenfamilie der Fuchsschwanzgewächse (Amaranthaceae) benannt.
Die seit 2006 von der Gesellschaft zur Erforschung der Flora Deutschlands herausgegebene Zeitschrift Kochia ist ebenfalls nach Koch benannt.
Im Jahr 1821 wurde er zum Mitglied der Leopoldina gewählt.